# Пол Рамзі
Пол Рамзі (англ. Paul Ramsey, нар. 3 вересня 1962, Деррі) — північноірландський футболіст, що грав на позиції захисника. Відомий насамперед за виступами в клубах «Лестер Сіті» та «Кардіфф Сіті», а також у складі національної збірної Північної Ірландії. Дворазовий володар Кубка Уельсу.

## Клубна кар'єра
Пол Рамзі народився в місті Деррі, де й розпочав займатися футболом. У дорослому футболі дебютував 1980 року виступами за команду «Лестер Сіті», в якій грав до 1991 року, взявши участь у 290 матчах чемпіонату. Більшість часу, проведеного у складі «Лестер Сіті», був основним гравцем захисту команди.
У 1991 році Рамзі став гравцем валлійського клубу «Кардіфф Сіті», який грає в системі футбольних ліг Англії. У складі клубу з Кардіффа двічі ставав володарем Кубка Уельсу. У 1993 році північноірландський футболіст перейшов до шотландського клубу «Сент-Джонстон», проте в 1995 році повернувся до «Кардіфф Сіті» на правах оренди. У другій половині 1995 року Рамзі грав у нижчоліговому англійському клубі «Торкі Юнайтед». У 1996 році Пол Рамзі зіграв лише по 3 матчі в складі валлійського клубу «Баррі Таун» та англійського клубу «Телфорд Юнайтед». У 1997 році Рамзі грав у складі валлійського клубу «Мертір-Тідвіл», після чого провів рік у Фінляндії у складі клубу КПВ (Кокола). У 1998 році повернувся до британії, де закінчував кар'єру в нижчолігових англійських клубах «Грантам Таун» та «Кінгс Лінн».

## Виступи за збірну
У 1983 році Пол Рамзі дебютував у складі національної збірної Північної Ірландії. У складі збірної був учасником чемпіонату світу 1986 року у Мексиці. У складі збірної грав до 1989 рок, провів у її формі 14 матчів, у яких забитими м'ячами не відзначився.

## Титули і досягнення
- Володар Кубка Уельсу (2):

«Кардіфф Сіті»: 1991—1992, 1992—1993